# Kenesary Khan
Kenesary Khan fou un guerrer kazakh rebel a l'Horda Mitjana Kazakh i a l'Horda Petita Kazakh. El seu nom era Kenesary Kasimof (o Kenisar Kasimof) i pertanyia a l'Horda Mitjana. Com a guerrer destacat va arrossegar a gran part de l'Horda Mitjana i a una part de l'Horda Petita.
Va iniciar la revolat el 1841 i durant sis anys va combatre amb eficàcia als russos. El 1847 els russos van construir al riu Turgai el Fort Orenburg i al riu Irgiz el Fort Ural; llavors Kennesary va poder ser atacat i perseguit per les forces russes es va haver de refugiar a territori dels burut kirguisos i va morir en combat contra aquestos. El mateix any es va construir el fort Raimsk (després Àralsk) però en aquest cas destinant a prevenir l'amenaça de Kokand i Khivà. El 1848 els russos van construir el Fort Karabulay al riu Karabut per assegurar la regió afectada per la rebel·lio de Kenesary però fins a la derrota del bandit Iset Kutebarof i la mort del cèlebre Jan Khoja l'estepa no va quedar del tot tranquil·la.